# V. Strafsenat des Reichsgerichts
Der V. Strafsenat des Reichsgerichts war ein Spruchkörper des Reichsgerichts. Es handelte sich um einen der bis zu sechs Senate, die sich mit Strafsachen befassten. 
Die Errichtung des Senats am 17. April 1906 stand in zeitlichem Zusammenhang mit der Schaffung des Oberlandesgerichts Düsseldorf. Unter den Senatspräsidenten waren Gustav Kaufmann (1906–12), Johannes von Tischendorf (1912–21), Paul Richter (1921–24), Josef Max Reichert (1926–28), Franz Mentzel (1928), zuletzt Friedrich Döbig (1943–45).
Als Rechtsmittelinstanz bestand der V. Strafsenat bis Juli 1923. Dann trat er von September 1923 bis September 1924 an die Stelle des erstinstanzlichen Strafsenats im Bereich des politischen Strafrechts und führte somit gewissermaßen den vereinigten zweiten und dritten Strafsenat fort (Besetzung siehe IV. Strafsenat). In Arbeitsteilung mit dem IV. Strafsenat übernahm er von April 1926 bis Oktober 1928 die Landesverrats- und Spionagesachen (z. B. Ponton-Prozess 1928) sowie von Ende 1932 bis Mitte 1933 in allen Staatsschutzsachen die Buchstaben M bis Z (dann in Arbeitsteilung auch mit dem VI. Strafsenat bis Mitte 1934 die Buchstaben L bis S) und die Verwaltungssachen (Vereins- und Druckschriftverbote). Außerdem war er von Juli 1926 bis Juni 1927 VII. Zivilsenat und von April bis Oktober 1928 VIII. Zivilsenat (Ehesachen).
Im Juli 1934 wurde der V. Strafsenat wieder Rechtsmittelinstanz für Strafsachen aus den Bezirken der Oberlandesgerichte Düsseldorf, Hamm und Naumburg, (1941: Danzig, Düsseldorf, Königsberg, Marienwerder, Posen, Rostock, Stettin).